# Bexhövede

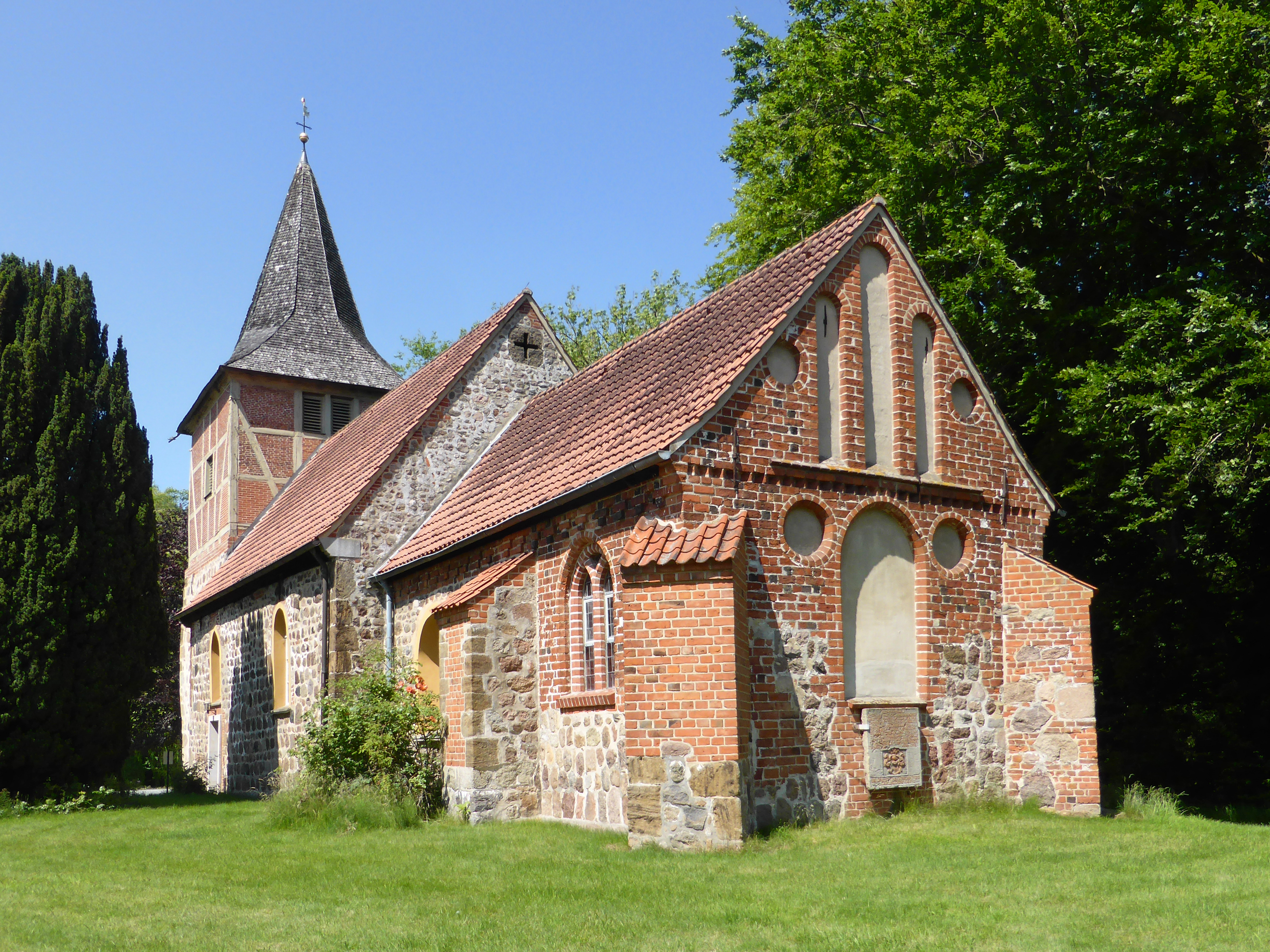
Kirche

Bexhövede (niederdeutsch Bexhöv) ist eine Ortschaft in der Einheitsgemeinde Loxstedt im niedersächsischen Landkreis Cuxhaven.

## Geografie

### Lage
Bexhövede befindet sich im nordöstlichen Teil der Einheitsgemeinde Loxstedt. Im Ort kreuzen sich die Landesstraße 143 und die Bundesstraße 71.

### Ortsgliederung
- Bexhövede (Hauptort)
- Hosermühlen
- Junkernhose
- Nückel

### Nachbarorte
|                                             | Ortschaft Schiffdorf (Einheitsgemeinde Schiffdorf) | Sellstedt (Einheitsgemeinde Schiffdorf) |
| Stadt Bremerhaven (Freie Hansestadt Bremen) | Kompassrose, die auf Nachbargemeinden zeigt        | Donnern                                 |
| Ortschaft Loxstedt                          | Düring                                             | Stinstedt                               |

(Quelle:)

## Geschichte
Vorgeschichtliche Funde belegen, dass schon vor rund 12.000 Jahren steinzeitliche Jäger am Rande des Steertmoores gelebt haben. Seit dem 12. Jahrhundert ist die Ortsgeschichte urkundlich belegt.
Neue Einfamilienhäuser prägen heute den Ort. Im alten Ortskern befinden sich einige Resthöfe sowie in der Nähe der Bundesstraße 71 eine Gärtnerei. Seit 2013 hat der Ort einen Supermarkt.
Überregional bekannt ist Bexhövede durch das Märchen vom Hasen und Igel, das zuerst in Bexhövede erzählt und später nach Buxtehude verlegt wurde, vermutlich weil „Buxhoevden“ (Bexhövede) damals nicht so bekannt war.

### Ortsname
Bexhövede wurde 1184 Bekeshovede, 1194 Bikeshoved, 1224 Joannes de Vikkeshovede, 1231 de Bekeshovede und 1235 de Bekeshovede sowie de Bixhouue. Wie bei Bornhöved, Visselhövede und anderen Namen liegt im zweiten Teil das Niederdeutsche „hoved“, also „Haupt“ vor, hier verstanden als der Beginn eines Gewässers. Im ersten Teil steht der Genitiv von Niederdeutsch „bek“, also „Bach“. Der Name Bexhövede (altsächsisch Buxhoevede) bedeutet also im Ursprung „des Baches- oder des Wassers Quelle“.

### Eingemeindungen
Der Ortsteil Nückel wurde am 1. August 1929 nach Bexhövede eingemeindet.
Im Zuge der Gebietsreform in Niedersachsen vom 1. März 1974 wurde Bexhövede als  Mitgliedsgemeinde der Samtgemeinde Loxstedt aufgelöst und in die Gemeinde Loxstedt eingegliedert.

### Einwohnerentwicklung
| Jahr | Einwohner | Quelle |
| ---- | --------- | ------ |
| 1910 | 0380 ¹    | [ 7 ]  |
| 1925 | 0425 ²    | [ 8 ]  |
| 1933 | 577       | [ 8 ]  |
| 1939 | 611       | [ 8 ]  |
| 1950 | 10460     | [ 9 ]  |
| 1956 | 986       | [ 9 ]  |

| Jahr | Einwohner | Quelle |
| ---- | --------- | ------ |
| 1961 | 0923      | [ 10 ] |
| 1970 | 1386      | [ 10 ] |
| 1973 | 1451      | [ 1 ]  |
| 2010 | 2246      | [ 11 ] |
| 2015 | 2221      | [ 12 ] |
| 2020 | 2285      | [ 13 ] |

| Jahr | Einwohner | Quelle |
| ---- | --------- | ------ |
| 2023 | 2227      | [ 2 ]  |

¹ das 1929 eingemeindete Nückel (= 30 Einwohner) mit einberechnet

² das 1929 eingemeindete Nückel (= ohne Einwohnerangabe) mit einberechnet
|  |

## Politik

### Gemeinderat und Bürgermeister
Auf kommunaler Ebene wird der Ort Bexhövede vom Loxstedter Gemeinderat vertreten.

### Ortsvorsteher
Die Ortsvorsteherin von Bexhövede ist Silvia Pauper (fraktionslos). Die Amtszeit läuft von 2021 bis 2026.

### Wappen
Der Entwurf des Kommunalwappens von Bexhövede stammt von dem Heraldiker und Wappenmaler Gustav Völker, der zahlreiche Wappen im Landkreis Cuxhaven erschaffen hat.
| Wappen von Bexhövede | Blasonierung: „Unter grünem, mit silbernem Wellenbalken belegten Schildhaupt in Silber ein roter oben gezinnter Sparren.“                                                                               |
| Wappen von Bexhövede | Wappenbegründung: Der Wellenbalken weist auf die Deutung eines Baches hin. Der gezinnte Sparren ist dem Wappen des Adelsgeschlechtes von Buxhoeveden entlehnt, das in Bexhövede seinen Stammsitz hatte. |

## Kultur und Sehenswürdigkeiten

### Bauwerke
- Romanische Johannes-der-Täufer-Kirche: Einschiffige Saalkirche mit eingezogenem Quadrat- oder Rechteckchor.

Deckenmalerei in der Bexhöveder Kirche
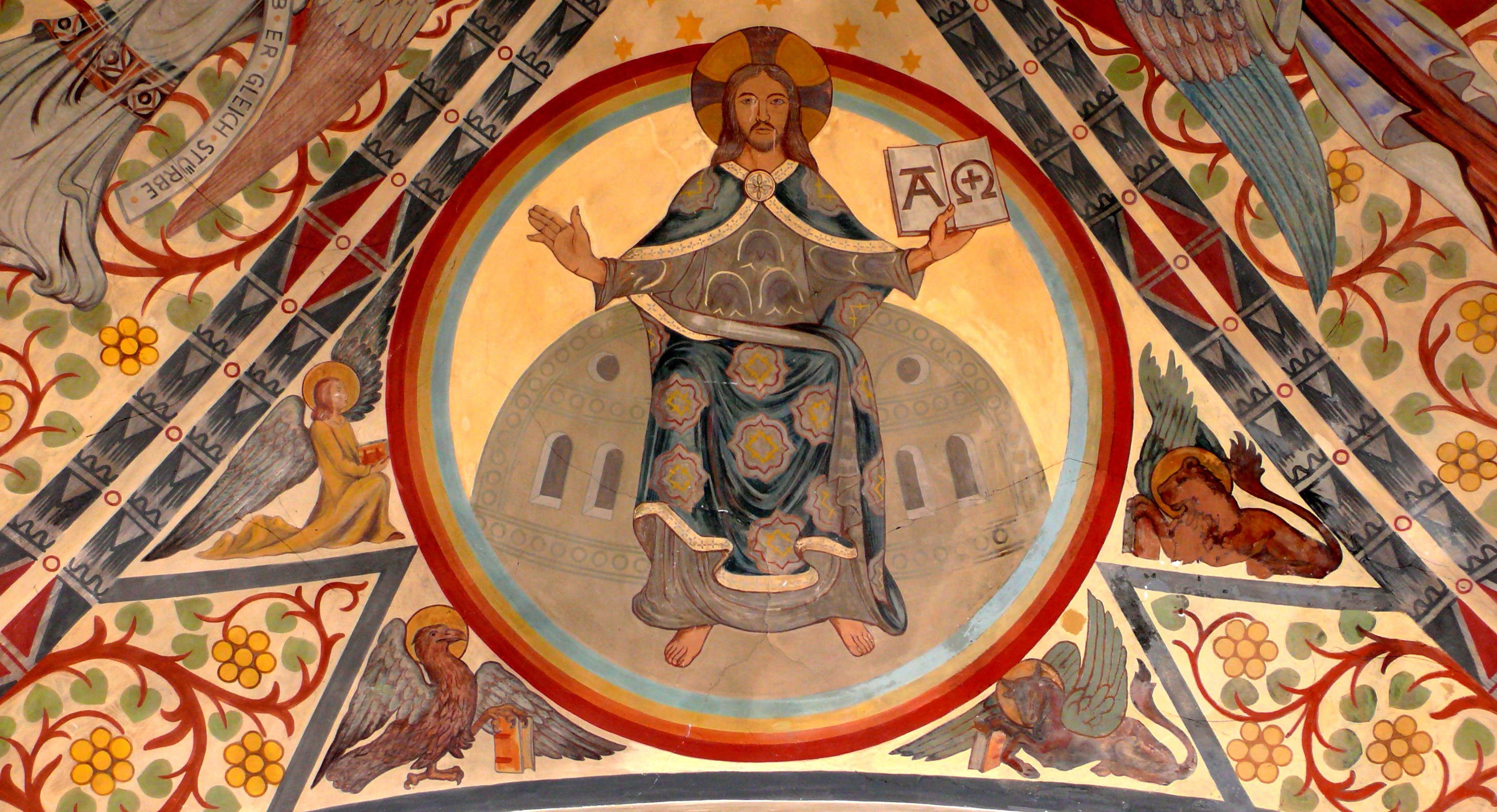
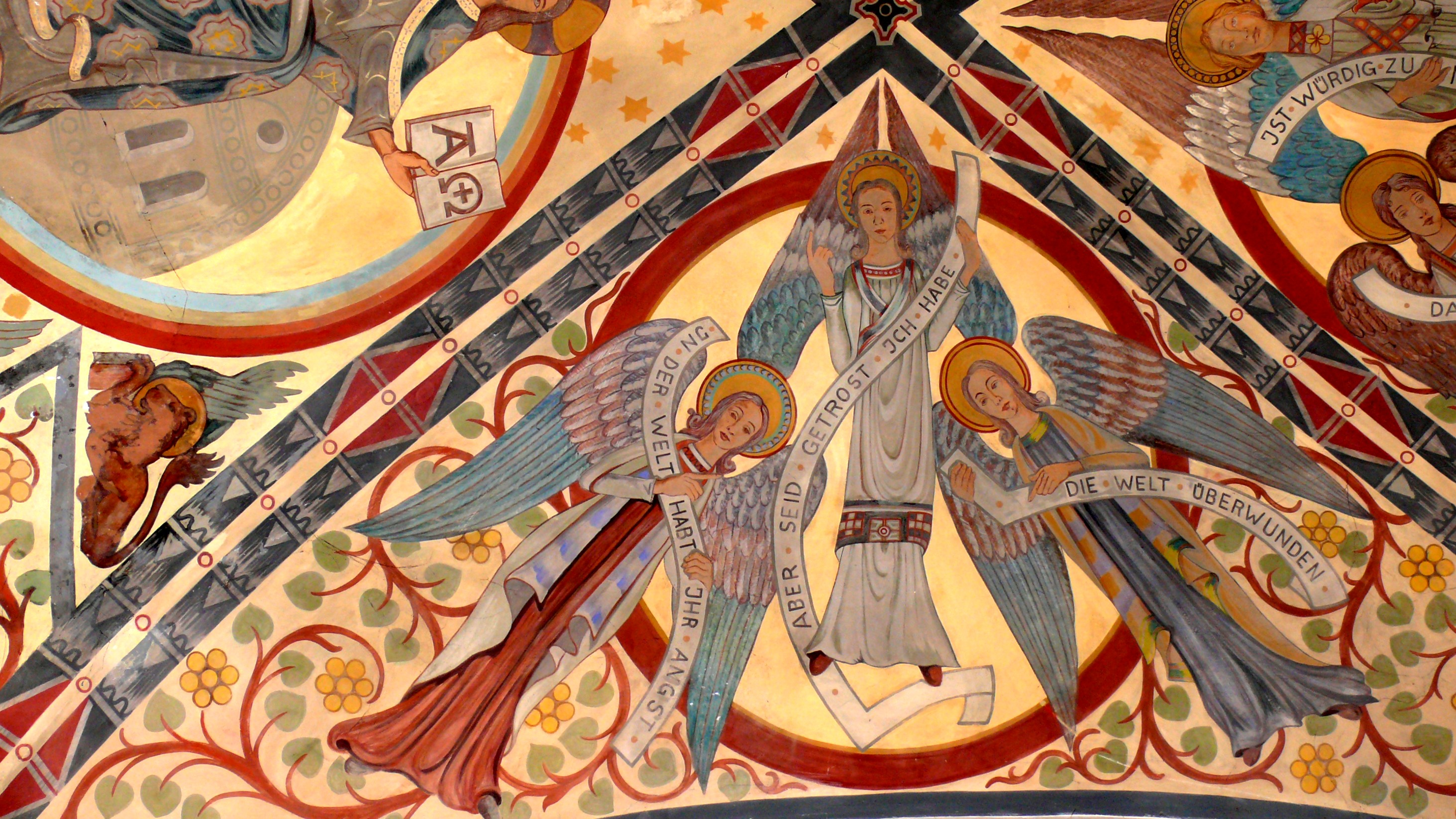
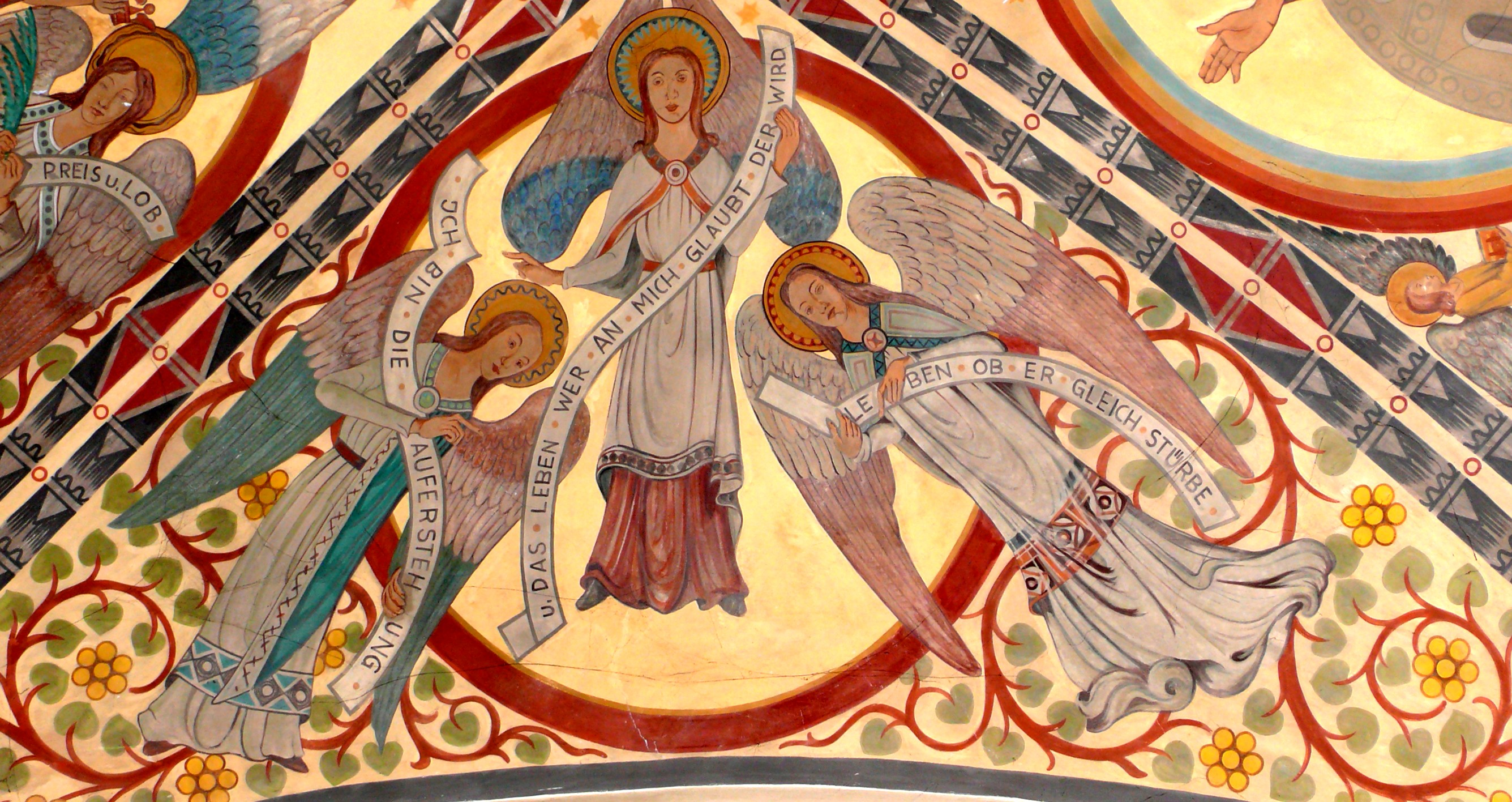
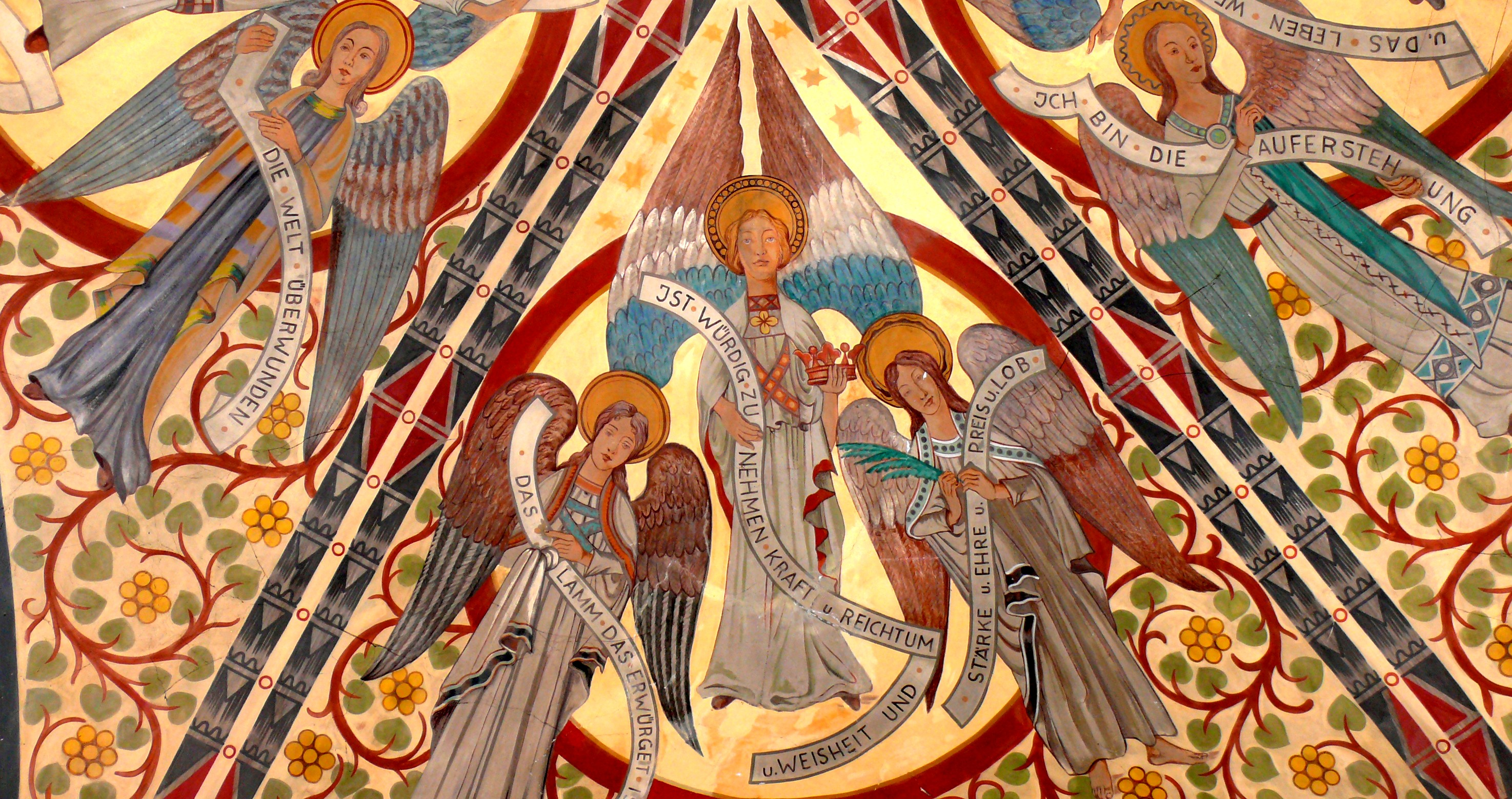

- Großsteingräber bei Bexhövede: Von den zwei Grabanlagen der jungsteinzeitlichen Trichterbecherkultur ist eines erhalten.

### Denkmäler
In Bexhövede steht ein Kriegerdenkmal für die Gefallenen und Vermissten aus dem Ersten und Zweiten Weltkrieg.

### Naturdenkmale
- Eine Allee, überwiegend Linden – 361 Bäume, entlang der Landesstraße 143 von Bexhövede nach Loxstedt (Verordnungsdatum 2. Oktober 1995)

### Vereine und Verbände
- Interessengemeinschaft – Wir sind Bexhövede
- DRK-Ortsverein Bexhövede
- Instrumentalkreis Loxstedt
- BUND Regionalverband Unterweser  – Natur- und Umweltschutz
- NSU-Quickly-Club Bexhövede 2000
- Siedlergemeinschaft Bexhövede
- Schützenverein Bexhövede von 1970
- Altenkreis Bexhövede / Donnern
- Sozialverband Deutschland – Ortsgruppe Bexhövede / Stinstedt
- ATS Bexhövede von 1912
- Kleintierzuchtverein HB 20/Loxstedt

## Wirtschaft und Infrastruktur

### Öffentliche Einrichtungen
- Ev.-luth. Kinderkrippe, Lindenallee 78 a
- Ev.-luth. Kindergarten, Am Walde 17
- Ev.-luth. Schülerhort, Am Walde 17
- Freiwillige Feuerwehr, Lindenallee 36

### Bildung
- Grundschule Bexhövede – Lindenallee 78

### Verkehr
Der Ort wird über die Bundesstraße 71 erreicht. Die Landesstraße 143 führt in Ost-West-Richtung nach Loxstedt und Donnern.
Der Ort wird von der Buslinie 575 (Beverstedt–Bremerhaven) des Verkehrsverbundes Bremen-Niedersachsen auf der B 71 tangiert, weiterhin bestehen zu Schulzeiten auch Anbindungen nach Loxstedt und Schiffdorf. Seit 2006 verkehrt ein Anrufsammeltaxi (auch in den Schulferien). Dieses stellt stündliche Anschlüsse zum Bahnhof Loxstedt und nach Bremerhaven-Wulsdorf her.

## Persönlichkeiten

### Söhne und Töchter des Ortes
- Hermann I. von Buxthoeven (1163–1248), römisch-katholischer Bischof von Estland
- Albert von Buxthoeven (um 1165–1229), Bischof von Riga

### Personen, die mit dem Ort in Verbindung stehen
- Georg Friedrich Encke (1724–1775), Prediger, er war von 1755 bis 1771 in Bexhövede tätig (siehe unter: August Johann Michael Encke)
- Wilhelm Schröder (1808–1878), niederdeutscher Schriftsteller und Zeitungsverleger, er wurde vor allem durch seine Bearbeitung des niederdeutschen Volksmärchens Der Hase und der Igel bekannt, deren Handlung von Bexhövede in das bekanntere Buxtehude verlegt wurde
- Otto Weyermann (1908–2003), Autor, Schiffssteward, Seemannsausrüster im In- und Ausland, Kaufmann und Gastwirt in Bremerhaven, während der Zeit des Nationalsozialismus betrieb er in Bexhövede eine Wäscherei
- Leif Brandt (* 1991), Handballspieler, in der D-Jugend spielte Brandt beim ATS Bexhövede

## Märchen, Sagen und Legenden
- Der Hase und der Igel
- Der Schatz im Keller[19]
- Der Raubritter von Bexhövede[19]
- Die Glocken von Bexhövede[19]
- Der Feldstein bei Bexhövede[19]
- Die Zwerge bei Dünenfähr[19]
- Das Zwergenkind[19]